# 萨卡里·萨尔米宁
萨卡里·萨尔米宁（芬蘭語：Sakari Salminen，1988年5月31日—），生于波里，芬兰男子冰球运动员。他曾代表芬兰国家队参加2014年冬季奥林匹克运动会冰球比赛，获得一枚铜牌。